# Henry Fonda

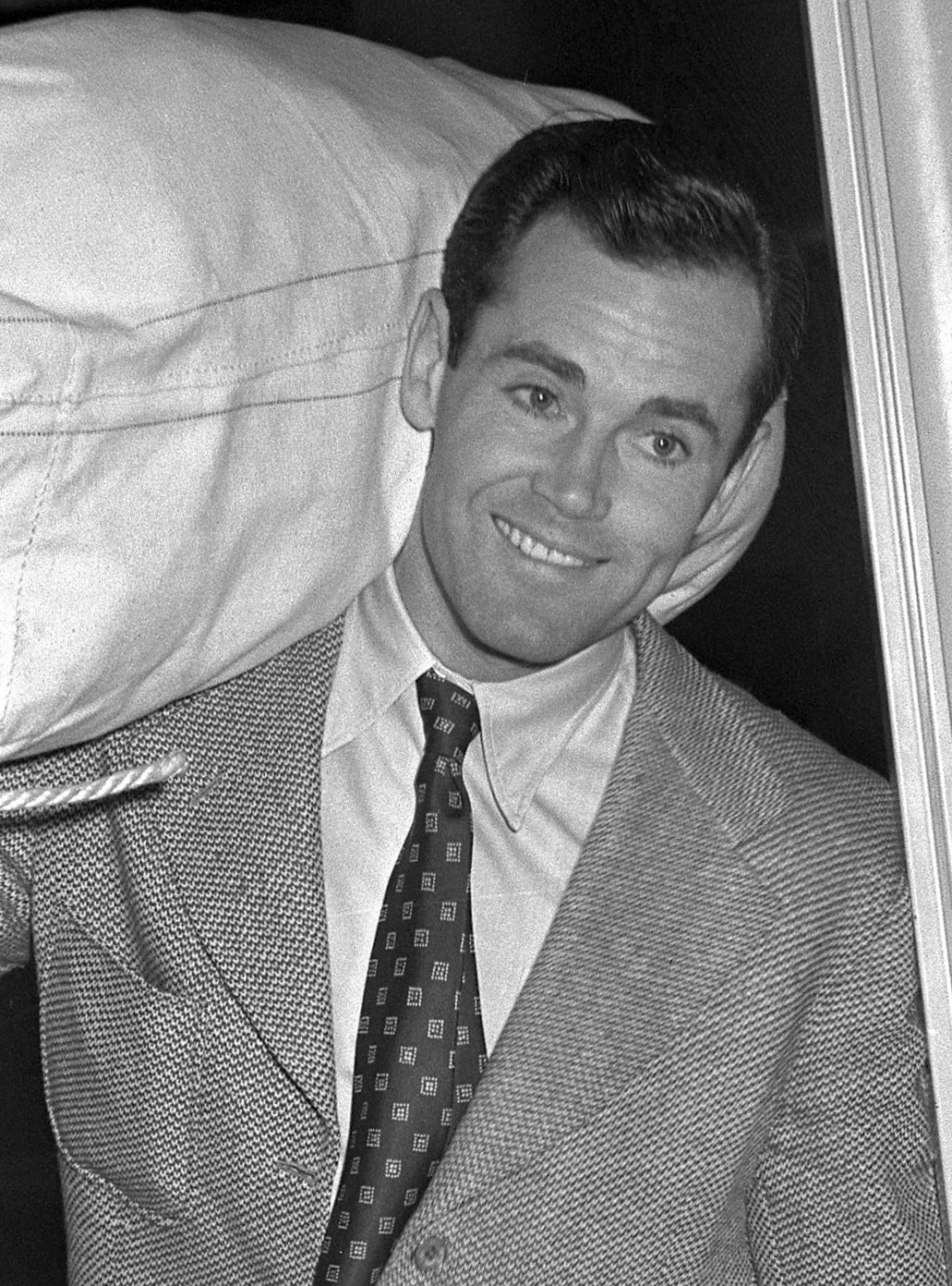
Henry Fonda (1942)

Henry Jaynes Fonda (* 16. Mai 1905 in Grand Island, Nebraska; † 12. August 1982 in Los Angeles, Kalifornien) war ein US-amerikanischer Schauspieler.  Zwischen 1935 und 1981 absolvierte er 115 Film- und Fernsehauftritte. Er gilt als einer der bedeutendsten US-amerikanischen Charakterdarsteller und wurde vom American Film Institute in der Liste der 25 größten männlichen Filmlegenden aller Zeiten auf Rang 6 gewählt.
Fonda wurde meistens als aufrechter, moralisch integrer US-Amerikaner besetzt, wie in den Filmklassikern Früchte des Zorns und Die zwölf Geschworenen. Eine Abkehr von dieser Rolle bildete sein Auftritt als gewissenloser Killer in Spiel mir das Lied vom Tod. 1981 erhielt er einen Ehrenoscar, ein Jahr später wurde Fonda für seinen letzten Film Am goldenen See mit einem Oscar als bester Hauptdarsteller ausgezeichnet. Er ist der Vater von Jane Fonda und Peter Fonda sowie der Großvater von Bridget Fonda.

## Leben

### Frühe Jahre
Henry Fonda – Sohn von William Brace Fonda und Elma Herberta (Jaynes) Fonda – plante zunächst eine Karriere als Journalist. Mitte der 1920er Jahre schloss er sich einer Amateurtheatertruppe an, die von Dorothy Brando (Mutter von Marlon Brando) geleitet wurde. An der Universität von Minnesota traf Fonda auf James Stewart, mit dem ihn eine lebenslange Freundschaft verbinden sollte. Stewart und Fonda spielten Theater in New York und bewohnten zusammen ein kleines Apartment. Mitte der 1930er Jahre erhielten die beiden Schauspieler die ersten Angebote aus Hollywood. Von 1931 bis 1932 war Fonda in erster Ehe mit seiner Schauspielkollegin Margaret Sullavan verheiratet.

### Erste Erfolge

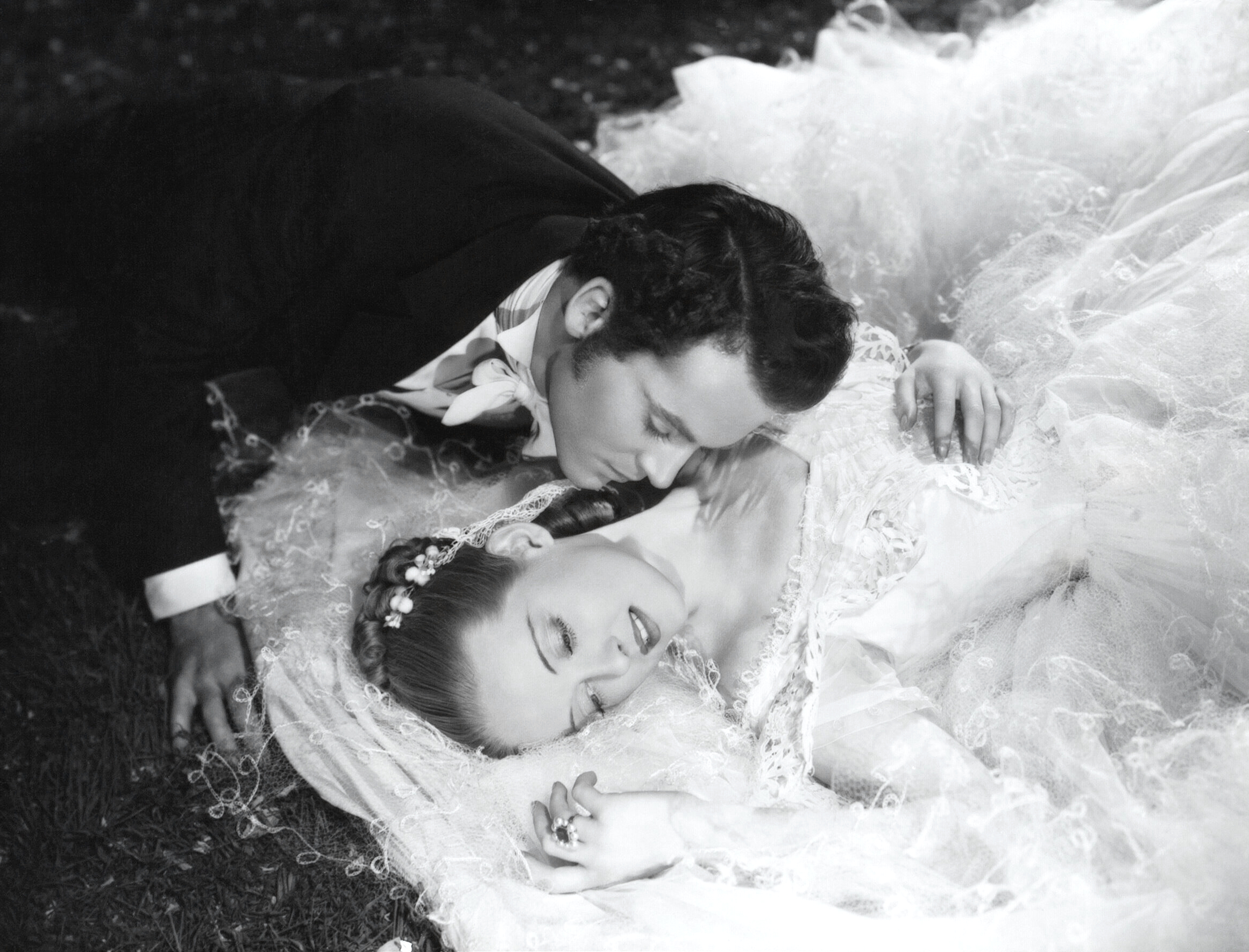
Fonda mit Bette Davis im Liebesfilm Jezebel – Die boshafte Lady (1938)

Im Jahr 1935 drehte Henry Fonda seinen ersten Film: Der Farmer will heiraten war die Adaption eines Bühnenstücks, mit dem er bereits am Broadway erfolgreich war. Ab 1936 war Fonda mit Frances Seymour Brokaw verheiratet – aus der Ehe gingen die beiden Kinder Jane und Peter hervor, die später ebenfalls als Schauspieler erfolgreich geworden sind. Der gutaussehende, hochtalentierte Fonda wurde in Hollywood schnell zu einem populären Star und spielte sofort unter so renommierten Regisseuren wie Fritz Lang und William Wyler. In Jesse James, Mann ohne Gesetz trat er neben Tyrone Power in der Rolle des Frank James auf. John Ford gab Fonda die Hauptrolle in Der junge Mr. Lincoln (1939) und engagierte ihn 1940 für seine Steinbeck-Verfilmung Früchte des Zorns, in der Fonda die Rolle des Tom Joad verkörperte. Fonda wurde für letztere für einen Oscar nominiert, die Auszeichnung erhielt jedoch sein Freund James Stewart für seine Hauptrolle in Die Nacht vor der Hochzeit.

### Charakterdarsteller
Der Erfolg von Früchte des Zorns etablierte Henry Fonda als einen der großen Charakterdarsteller seiner Generation. Während die meisten Hollywood-Stars nur in Kinofilmen auftraten, arbeitete Fonda während seiner gesamten Filmkarriere regelmäßig als Theaterschauspieler. In den 1940er Jahren spielte er unter Regisseuren wie Fritz Lang oder John Ford wichtige Rollen in Westernklassikern wie Ritt zum Ox-Bow (1943), Faustrecht der Prärie (1946) oder Bis zum letzten Mann (1948). Fondas Image war das des aufrechten, moralisch integren Amerikaners.

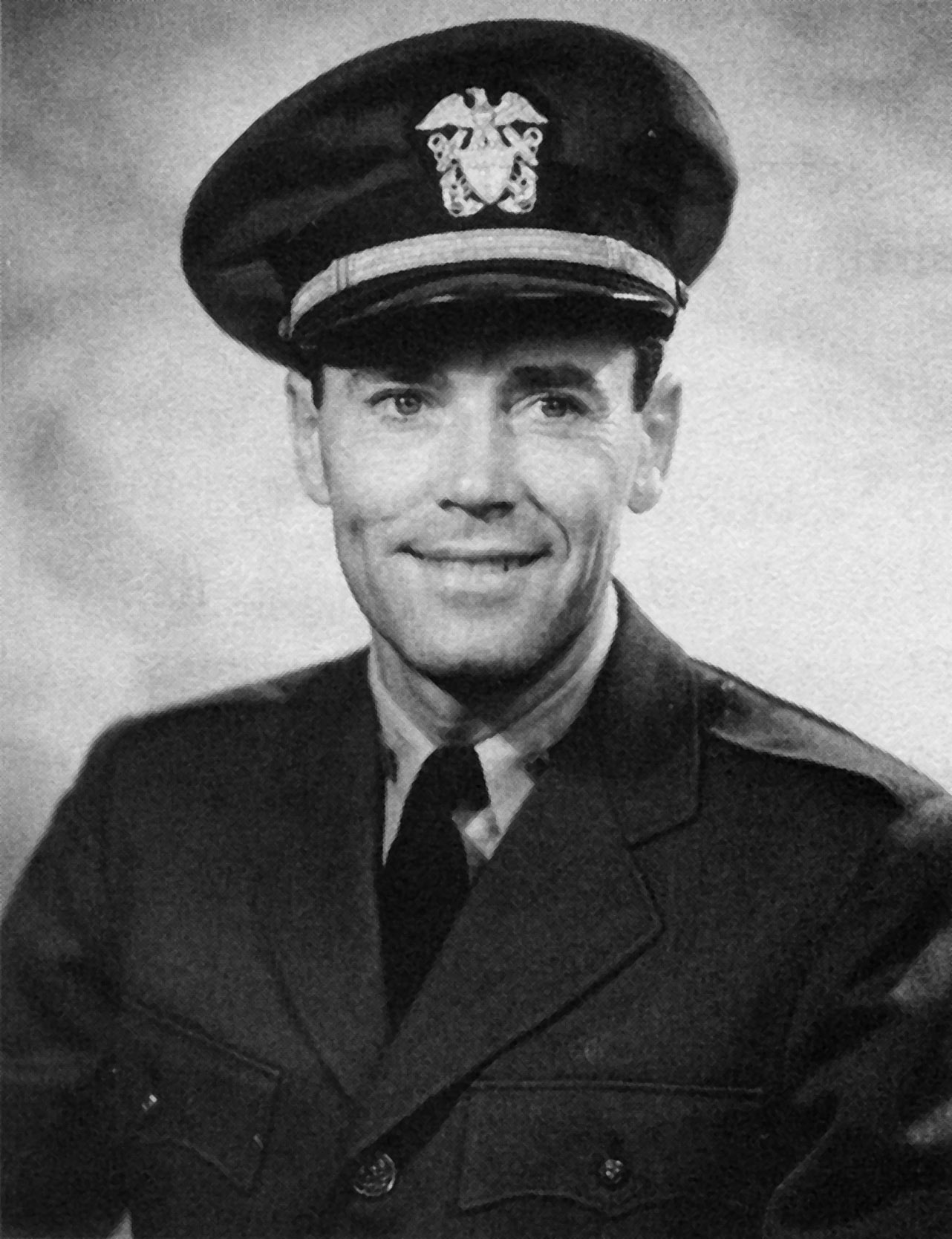
Henry Fonda bei der US Navy

Während des Zweiten Weltkriegs meldete sich Fonda 1942 freiwillig zu einem dreijährigen Dienst in der United States Navy. Dort diente er unter anderem als Quartiermeister im Range eines Unteroffiziers auf dem Zerstörer USS Satterlee und später als Offizier im militärischen Nachrichtendienst im Pazifik. Für seinen Dienst wurde er unter anderem mit der Bronze Star Medal ausgezeichnet.
Im Jahr 1950 schnitt sich Fondas zweite Frau (Frances Seymour Brokaw) in der Psychiatrie im Alter von 42 Jahren die Kehle auf, nachdem er ihr drei Monate zuvor die Scheidung angekündigt hatte, um Susan Blanchard (* 1928) zu heiraten. Jahre später beschrieb die behandelnde Psychiaterin Margaret Gibson Fonda als „kalten, selbstsüchtigen und kompletten Narzissten“.

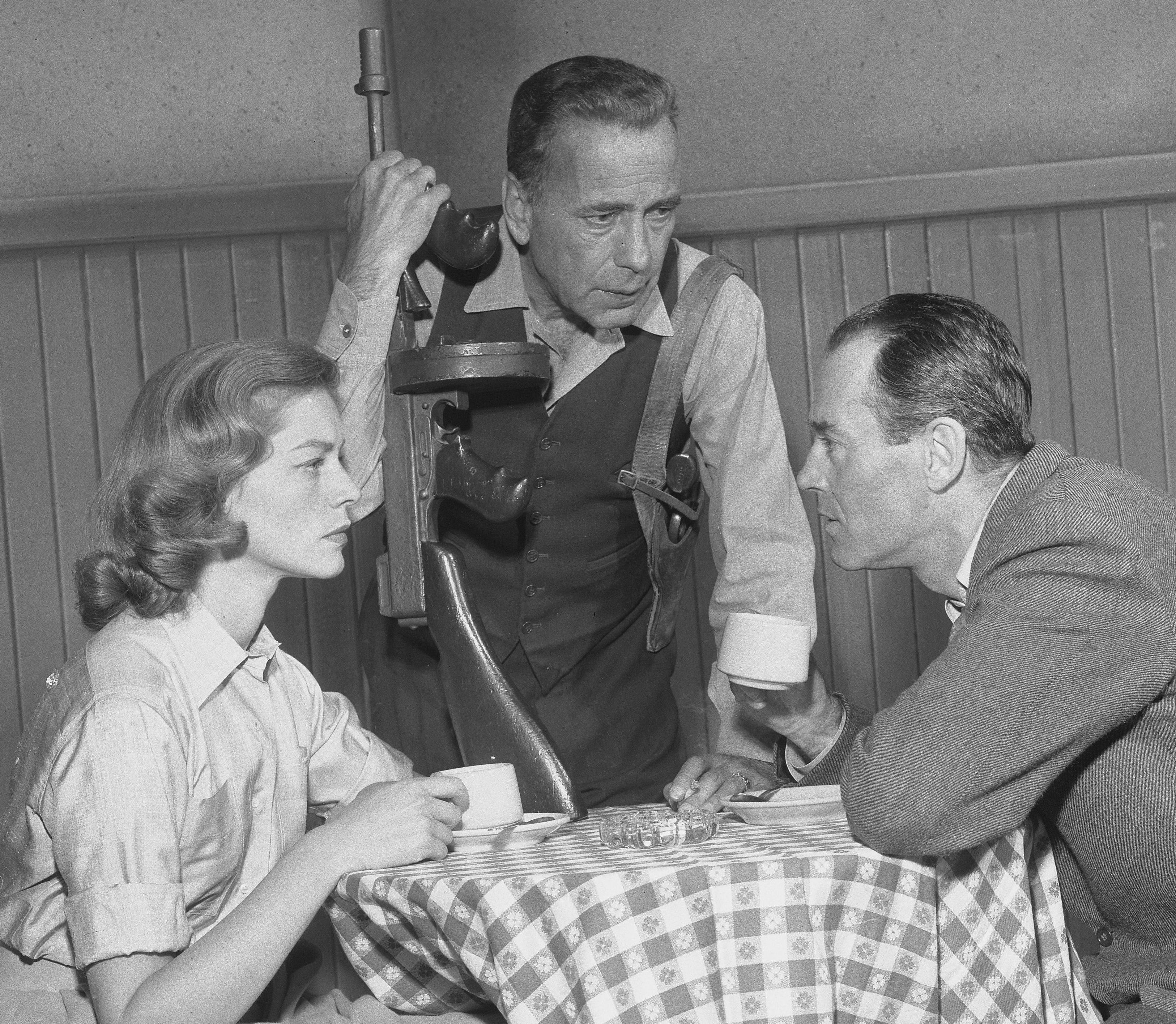
Fonda (rechts) mit Lauren Bacall und Humphrey Bogart im Fernsehspiel Petrified Forest (1955)

Seine nächste Besetzung in einem Film folgte erst fünf Jahre später: 1955 spielte er in Keine Zeit für Heldentum, einer Verfilmung des Theaterstücks Mister Roberts, einen Marineoffizier, nachdem er in dieser Rolle jahrelang auf der Bühne aufgetreten war. Fonda spielte 1956 in Alfred Hitchcocks Der falsche Mann. 1957 drehte er unter der Regie von Sidney Lumet das Gerichtsdrama Die zwölf Geschworenen nach dem Theaterstück von Reginald Rose, für das er auch als Produzent verantwortlich war. Für seine Darstellung eines skeptischen Geschworenen, der alle übrigen von den Zweifeln an der Schuld eines jungen Angeklagten überzeugt und diesen so vor seiner Verurteilung zum Tode bewahrt, erhielt Fonda den BAFTA in der Kategorie Bester ausländischer Darsteller und eine Golden-Globe-Nominierung.
In Angriffsziel Moskau (1964), einem Filmdrama über den Kalten Krieg, spielte er die Rolle des amerikanischen Präsidenten. 1965 übernahm er die Hauptrolle in dem Kriegsfilm Die letzte Schlacht. 1968 besetzte ihn Regisseur Sergio Leone radikal entgegen seinem bisherigen Image für den Kultwestern Spiel mir das Lied vom Tod, in dem Fonda die Rolle des eiskalten Auftragskillers Frank übernahm, der sich nicht scheut, ganze Familien auszulöschen.
Von 1959 bis 1961 spielte Fonda in insgesamt 76 Folgen die Hauptrolle des Marshals von Silver City in der Fernsehserie Der zweite Mann, von der ab dem 6. Juni 1964 24 Folgen im westdeutschen Fernsehen ausgestrahlt wurden. Außerdem trat er Anfang der 1960er Jahre als Moderator der Fernsehsendung The Big Picture auf, die von der United States Army zu Propagandazwecken produziert wurde.

### Späte Jahre

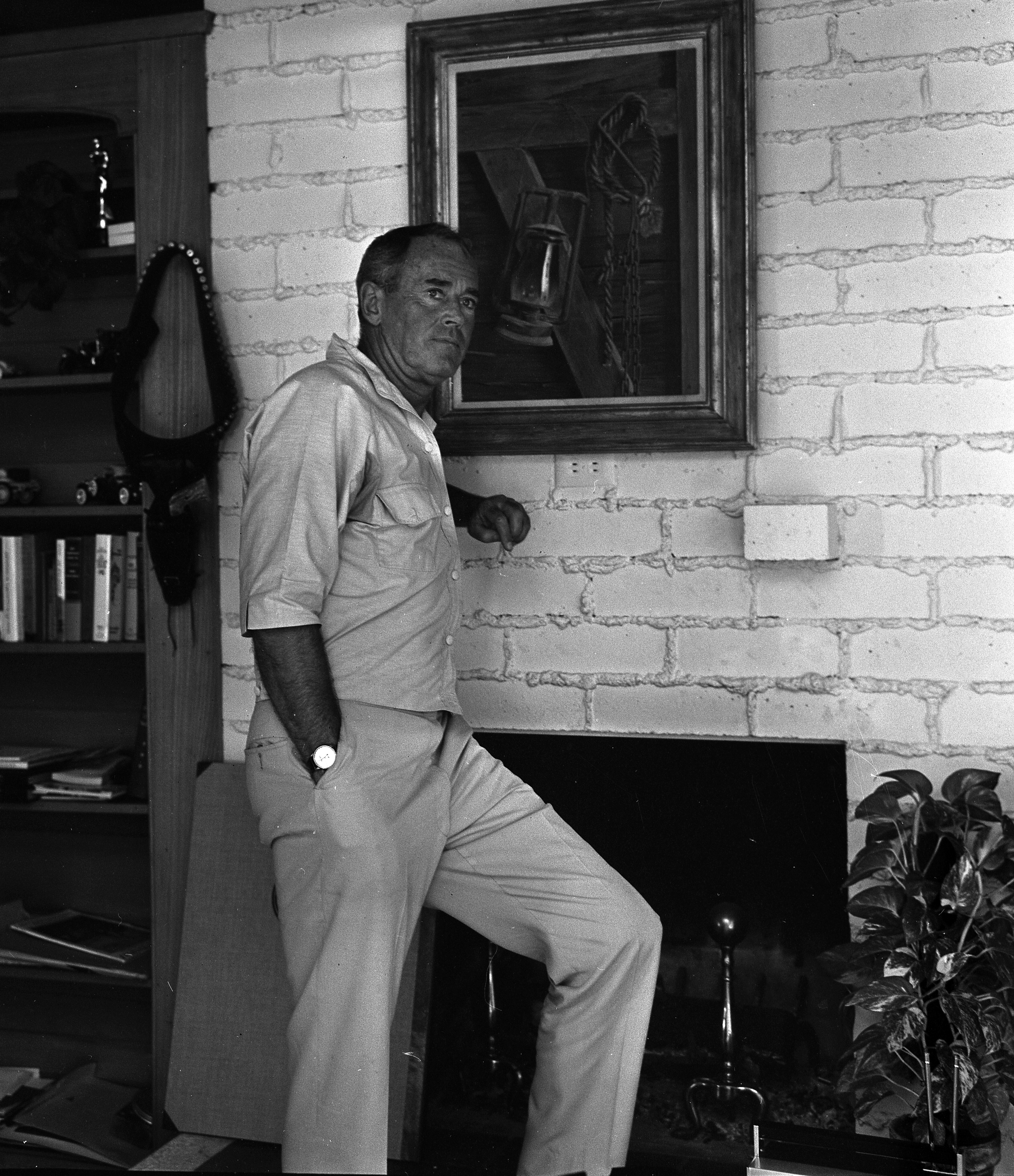
Henry Fonda in seinem Haus (1964)

In den 1970er Jahren war der alternde Schauspieler in seiner Rollenauswahl weniger wählerisch und trat auch in vielen ausschließlich kommerziell orientierten Filmen auf. Zu seinen bekannteren Hollywood-Filmen der 1970er Jahre zählen Schlacht um Midway (1976) oder Meteor (1979). 1973 gab ihm Sergio Leone, der als Produzent fungierte, in der Westernkomödie Mein Name ist Nobody die Rolle eines legendären Westernhelden, der sich mit einem jungen Bewunderer (Terence Hill) anfreundet. 1981 überreichte Robert Redford dem Schauspieler einen Ehrenoscar für sein Lebenswerk. Im Jahr 1982 erhielt Fonda nur wenige Monate vor seinem Tod einen weiteren Oscar für seine Darbietung in dem Generationendrama Am goldenen See, den er jedoch nicht mehr selbst entgegennehmen konnte. Neben Katharine Hepburn und das erste und einzige Mal neben seiner Tochter Jane zeigte er in dem Film die Charakterstudie eines alten Mannes, der seine beginnende Senilität und die Angst vor dem Tod mit grimmigem Humor überspielt.
In seinen letzten Lebensjahren äußerte sich Fonda betont abfällig über die Politik seines früheren Schauspielkollegen Ronald Reagan, der 1980 als Präsident ins Weiße Haus gewählt worden war.
Henry Fonda, der fünfmal verheiratet war, starb am 12. August 1982 im Beisein seiner Frau Shirlee, seiner Tochter Jane und seines Sohnes Peter in seiner Wohnung in Los Angeles an einem Herzleiden. Als weitere, nicht todesursächliche Erkrankung ist Prostatakrebs auf der Sterbeurkunde vermerkt.

## Schauspielerische Leistung
Henry Fonda gilt als einer der bedeutendsten Schauspieler der Filmgeschichte. Er wurde im Lauf der Jahrzehnte zu einer amerikanischen Ikone, die von seinen Landsleuten in beispielloser Weise verehrt wurde. Durch seine eindringliche Darstellung moralisch unfehlbarer Männer, die stets verantwortungsvoll handelten, verkörperte er die amerikanischen Tugenden in ihrer reinsten Form. Mehrmals stellte er amerikanische Präsidenten dar. Fonda räumte allerdings ein, dass es unmöglich sei, in der Realität ein ebenso ehrenhaftes Leben wie seine Leinwandcharaktere zu führen.
Bei Kritik und Publikum hat sich Henry Fonda eine einzigartige Reputation erworben. Der schlanke, aristokratisch wirkende, auch im Alter attraktive Schauspieler mit den auffällig blauen Augen war für seine naturalistische Darstellungsweise bekannt. Er spielte betont schnörkellos und zurückgenommen und überzeugte durch die außergewöhnliche Intensität seiner Rollengestaltungen. Fonda hielt wenig von der psychologisierenden Schauspielmethode des Method Acting, die der Schauspiellehrer Lee Strasberg propagierte und als deren herausragendster Vertreter Marlon Brando gilt. Strasberg hingegen bezeichnete Fonda als „den besten Method Actor von uns allen“.

## Filmografie
- 1935: Der Farmer will heiraten (The Farmer Takes a Wife)
- 1935: Way Down East
- 1935: I Dream Too Much
- 1936: Kampf in den Bergen (The Trail of the Lonesome Pine)
- 1936: Flucht in die Liebe (The Moon’s Our Home)
- 1936: Spendthrift
- 1937: Gehetzt (You Only Live Once)
- 1937: Zigeunerprinzessin (Wings of the Morning)
- 1937: Slim
- 1937: That Certain Woman
- 1938: I Met My Love Again
- 1938: Jezebel – Die boshafte Lady (Jezebel)
- 1938: Blockade
- 1938: Piraten in Alaska (Spawn of the North)
- 1938: The Mad Miss Manton
- 1939: Jesse James, Mann ohne Gesetz (Jesse James)
- 1939: Laßt uns leben (Let Us Live)
- 1939: Liebe und Leben des Telefonbauers A. Bell
(The Story of Alexander Graham Bell)
- 1939: Der junge Mr. Lincoln (Young Mr. Lincoln)
- 1939: Trommeln am Mohawk (Drums along the Mohawk)
- 1940: Früchte des Zorns (The Grapes of Wrath)
- 1940: Lillian Russell
- 1940: Rache für Jesse James (The Return of Frank James)
- 1940: Chad Hanna
- 1941: Die Falschspielerin (The Lady Eve)
- 1941: Wild Geese Calling
- 1941: Du gehörst zu mir (You Belong to Me)
- 1942: Thema: Der Mann (The Male Animal)
- 1942: Das große Spiel (Rings on Her Fingers)
- 1942: The Magnificent Dope
- 1942: Sechs Schicksale (Tales of Manhattan)
- 1942: The Big Street
- 1942: It’s Everybody’s War (Dokumentarfilm, Stimme)
- 1942: Schlacht um Midway (The Battle of Midway) (Stimme)
- 1943: Ritt zum Ox-Bow (The Ox-Bow Incident)
- 1943: Immortal Sergeant
- 1946: Faustrecht der Prärie (My Darling Clementine)
- 1947: Die lange Nacht (The Long Night)
- 1947: Befehl des Gewissens (The Fugitive)
- 1947: Daisy Kenyon
- 1948: On Our Merry Way
- 1948: Bis zum letzten Mann (Fort Apache)
- 1949: Jigsaw (Cameo-Auftritt)
- 1950: Showtime, U.S.A. (Fernsehserie, eine Folge)
- 1951: Benjy (Dokumentarkurzfilm)
- 1953: Medallion Theatre (Fernsehserie, eine Folge)
- 1955: General Electric Theater (Fernsehserie, Folge The Clown)
- 1955: Producers’ Showcase (Fernsehserie, Folge The Petrified Forest)
- 1955: Keine Zeit für Heldentum (Mister Roberts)
- 1956: Krieg und Frieden (War and Peace)
- 1956: Der falsche Mann (The Wrong Man)
- 1957: Die zwölf Geschworenen (12 Angry Men)
- 1957: Stern des Gesetzes (The Tin Star)
- 1958: Eines Tages öffnet sich die Tür (Stage Struck)
- 1958: Rangers of Yellowstone (Kurzfilm, Stimme)
- 1959: Warlock
- 1959: Über den Gassen von Nizza (The Man Who Understood Women)
- 1959–1961: Der zweite Mann (The Deputy, Fernsehserie, 76 Folgen)
- 1961: San Francisco Fire (Kurzfilm, Stimme)
- 1962: Sturm über Washington (Advise and Consent)
- 1962: Der längste Tag (The Longest Day)
- 1962: Das war der Wilde Westen (How the West Was Won)
- 1963: The Dick Powell Show (Fernsehserie, eine Folge)
- 1963: Sommer der Erwartung (Spencer’s Mountain)
- 1964: Der Kandidat (The Best Man)
- 1964: Angriffsziel Moskau (Fail-Safe)
- 1964: … und ledige Mädchen (Sex and the Single Girl)
- 1965: Nebraska (The Rounders)
- 1965: Erster Sieg (In Harm’s Way)
- 1965: Spione unter sich (The Dirty Game)
- 1965: Die letzte Schlacht (Battle of the Bulge)
- 1966: Höchster Einsatz in Laredo (A Big Hand For The Little Lady)
- 1967: Mordbrenner von Arkansas (Welcome to Hard Times)
- 1967: Ein Fremder auf der Flucht (Stranger on the Run) (Fernsehfilm)
- 1968: Die fünf Vogelfreien (Firecreek)
- 1968: Nur noch 72 Stunden (Madigan)
- 1968: Deine, meine, unsere (Yours, Mine and Ours)
- 1968: Der Frauenmörder von Boston (The Boston Strangler)
- 1968: Pat Paulsen for President (Fernsehfilm, Stimme)
- 1968: Spiel mir das Lied vom Tod (C’era una volta il West)
- 1969: An Impression of John Steinbeck: Writer
(Dokumentarkurzfilm, Stimme)
- 1970: Bill Cosby (Fernsehserie, eine Folge)
- 1970: Pat Paulsen’s Half a Comedy Hour (Fernsehserie, eine Folge)
- 1970: Geschossen wird ab Mitternacht (The Cheyenne Social Club)
- 1970: Zu spät für Helden – Antreten zum Verrecken (Too Late the Hero)
- 1970: Zwei dreckige Halunken (There Was a Crooked Man)
- 1970: Howdy (Fernsehfilm)
- 1971: The Doris Day Show (Fernsehserie, eine Folge)
- 1971: Sie möchten Giganten sein (Sometimes a Great Notion)
- 1971–1972: The Smith Family (Fernsehserie, 39 Folgen)
- 1973: Das letzte Wort hat Tilby (The Red Pony, Fernsehfilm)
- 1973: Die Schlange (Le Serpent)
- 1973: Im letzten Moment (The Alpha Caper, Fernsehfilm)
- 1973: Die Rivalin (Ash Wednesday)
- 1973: Mein Name ist Nobody (Il mio nome è Nessuno)
- 1974: Mussolini – Die letzten Tage (Mussolini – Ultimo atto)
- 1974: Clarence Darrow (Fernsehfilm)
- 1974: The Music School (Fernsehkurzfilm, Stimme)
- 1974: Parker Adderson, Philosopher (Fernsehkurzfilm, Stimme)
- 1976: Collision Course: Truman vs. MacArthur (Fernsehfilm)
- 1976: Schlacht um Midway (Midway)
- 1976: Bernice Bobs Her Hair (Fernsehfilm, Stimme)
- 1976: Der Preis der Macht (Captains and the Kings, Fernsehminiserie)
- 1977: Der Polyp – Die Bestie mit den Todesarmen (Tentacoli)
- 1977: I’m a Fool (Fernsehfilm, Stimme)
- 1977: The Displaced Person (Fernsehfilm, Stimme)
- 1977: The Last of the Cowboys
- 1977: Achterbahn (Rollercoaster)
- 1977: The Blue Hotel (Fernsehfilm, Stimme)
- 1978: Die große Offensive (Il Grande Attaco)
- 1978: Home to Stay (Fernsehfilm)
- 1978: Fedora
- 1978: Der tödliche Schwarm (The Swarm)
- 1979: Roots – Die nächsten Generationen
(Roots: The Next Generations, Fernsehserie, drei Folgen)
- 1979: Stadt in Flammen (City on Fire)
- 1979: Wanda Nevada
- 1979: Meteor
- 1979: Eine amerikanische Familie (Family, Fernsehserie, eine Folge)
- 1980: Barn Burning (Fernsehfilm, Stimme)
- 1980: The Jilting of Granny Weatherall (Fernsehfilm, Stimme)
- 1980: The Oldest Living Graduate (Fernsehfilm)
- 1980: Der Fall Gideon (Gideon’s Trumpet, Fernsehfilm)
- 1981: Am goldenen See (On Golden Pond)
- 1981: Sonnenwende (Summer Solstice, Fernsehfilm)

## Synchronisation
Fonda wurde hauptsächlich von dem deutschen Schauspieler Wilhelm Borchert synchronisiert. Außerdem liehen ihm noch Siegmar Schneider, Jürgen Thormann, Friedrich Schoenfelder, Helmo Kindermann und Ernst Fritz Fürbringer ihre Stimmen.

## Auszeichnungen (Auswahl)

Fondas Hand- und Schuhabdrücke vor Grauman’s Chinese Theatre

- 1941: Oscar-Nominierung in der Kategorie Bester Hauptdarsteller für Früchte des Zorns
- 1956: Laurel Award in der Kategorie Bester Darsteller in einer Komödie für Keine Zeit für Heldentum
- 1958: Golden-Globe-Nominierung in der Kategorie Bester Hauptdarsteller – Drama für Die zwölf Geschworenen
- 1958: Oscar-Nominierung in der Kategorie Bester Film für Die zwölf Geschworenen
- 1958: BAFTA in der Kategorie Bester ausländischer Darsteller für Die zwölf Geschworenen
- 1960: Stern auf dem Hollywood Walk of Fame (1601 Vine Street)
- 1973: David di Donatello für sein Lebenswerk
- 1977: Grammy in der Kategorie Beste gesprochene Aufnahme für Great American Documents
- 1978: AFI Life Achievement Award des American Film Institute
- 1980: Cecil B. DeMille Award für sein Lebenswerk
- 1981: Ehrenoscar für sein Lebenswerk
- 1981: Golden Apple Award in der Kategorie Top Male Star des Jahres
- 1982: Oscar, Golden Globe und National Board of Review Award für Am goldenen See
- 1983: BAFTA-Nominierung in der Kategorie Bester Hauptdarsteller für Am goldenen See

## Dokumentation
- Fonda – Anatomie eines Hollywood-Clans. Regie: Charles-Antoine de Rouvre. Arte, Frankreich 2023, 53 Minuten.